# Kineszma
Kineszma (ros. Кинешма) – miasto w Rosji (obwód iwanowski), nad Wołgą.
Prawa miejskie od 1777 r. Liczba mieszkańców w 2003 roku wynosiła ok. 97 tys.
Urodził się tu Władysław Czajkowski (1905-1947) – polski urzędnik, wiceminister Polski Ludowej.
W lipcu 1914 roku do Kinieszmy ewakuowany został był personel Gimnazjum Męskiego w Radomiu i dokumentacja szkoły. Szkoła podjęła tu działalność początkowo (do 1918) nadal używając oryginalnej nazwy (ros. Радомская Мужская Гимназия), a następnie ros. Кинешмсская Мужская Гимназия. 
W mieście rozwinął się przemysł maszynowy, metalowy, drzewny, materiałów budowlanych oraz włókienniczy

## Miasta partnerskie
- Baranowicze, Białoruś
- Vantaa, Finlandia
- Gudauta, Abchazja